# Iddo Goldberg
Iddo Goldberg (Haifa, Israel; 5 de agosto de 1975) es un actor israelí-británico. Es principalmente conocido por haber interpretado a Ben en la serie británica Secret Diary of a Call Girl.

## Biografía
Nació en Haifa, Israel, y se mudó con su familia a Londres a la edad de 10 años. La familia de su padre proviene de Riga, capital de Letonia, mientras que la familia de su madre está asentada en Jerusalén.

## Carrera
En 1998 apareció por primera vez en la serie policíaca The Bill donde interpretó a Kevin Baxter en el episodio "Bad Chemistry"; más tarde apareció nuevamente en la serie, en el año 2000, esta vez interpretando a Wayne Stevens en el episodio "Beyond Conviction".
En 2007 se unió al elenco de la serie Secret Diary of a Call Girl, donde interpretó a Ben, hasta el final de la serie en 2011.
En 2008 interpretó a Yitzhak Shulman en la película Resistencia, protagonizada por Daniel Craig.
En 2013 se unió al elenco recurrente de la serie Mob City, donde interpretó a Leslie Shermer, un hombre envuelto en el chantaje a Hecky Nash (Simon Pegg).
Ese mismo año se unió al elenco principal de la serie Peaky Blinders, donde interpretó a Freddie Thorne, un activista comunista y antiguo amigo de la infancia de Tommy Shelby (Cillian Murphy).
Desde 2015 participa en la serie de televisión Supergirl, de la cadena CBS, en el papel de Thomas Oscar Morrow / Tornado Rojo.

## Vida personal
El 17 de junio de 2012, Goldberg se casó con la actriz inglesa Ashley Madekwe. En abril de 2023 hizo público que sería padre por primera vez. Su hijo nació en agosto de ese año.

## Filmografía

### Televisión
| Año           | Título                                     | Personaje                | Notas                            |
| ------------- | ------------------------------------------ | ------------------------ | -------------------------------- |
| 2020-2022     | Snowpiercer                                | Bennett Knox             | 15 episodios                     |
| 2015          | Supergirl                                  | Tornado Rojo / TO Morrow | Episodio: «Red Faced»            |
| 2015-presente | Tut                                        | Lagus                    | 3 episodios                      |
| 2014-2017     | Salem                                      | Isaac Walton             | 26 episodios                     |
| 2013          | Peaky Blinders                             | Freddie Thorne           | 6 episodios                      |
| 2013          | Mob City                                   | Leslie Shermer           | 5 episodios                      |
| 2013          | NCIS: Naval Criminal Investigative Service | Yaniv Bodnar             | Episodio: "Berlin"               |
| 2012          | Jan                                        | Hugh                     | Episodio: "Wine Bar"             |
| 2012          | The Mentalist                              | Tony Redgrave            | Episodio: "Red is the New Black" |
| 2007-2011     | Secret Diary of a Call Girl                | Ben                      | 31 episodios                     |
| 2011          | Waking the Dead                            | Tom Harding              | 2 episodios                      |
| 2007          | Skins                                      | William                  | Episodio: "Jal"                  |
| 2006          | Nathan Barley                              | Peter                    | 3 episodios                      |
| 2005          | Last Rights                                | Sol                      | Miniserie                        |
| 2004          | Little Britain                             | -                        | Episodio # 2.5                   |
| 2000          | Attachments                                | Brandon Dyer             | -                                |
| 2000          | The Bill                                   | Wayne Stevens            | Episodio: "Beyond Conviction"    |
| 2000          | Holby City                                 | Simon Martin             | Episodio: "Letting Go"           |

### Cine
- And While We Were Here (2012)
- Unmade Beds (2008) .... Mike
- The Tournament (2008) .... Tech Rob
- Resistencia (2008) .... Yitzchak Shulman
- The Relief of Belsen (2007) (TV) .... Emmanuel Fisher
- Run Fatboy Run (2007) .... Presentador de las noticias
- I Could Never Be Your Woman (2007) .... Director
- Withdrawal (2006) .... Freddie
- Are You Ready for Love? (2006) .... Benjamin
- Bye Bye Harry! (2006) .... Ian
- A Little Trip to Heaven (2005) .... Russle
- The Defender (2004) .... Script
- Suzie Gold (2004) .... Anthony Silver
- Dead Fish (2004) .... Ladrón
- L'auberge espagnole (2002) .... Alistair
- Uprising (2001) (TV) .... Zygmunt Frydrych
- Jesus (1999) (TV) .... Seth
- Fast Food (1998) .... Yonqui